# 戴森公司
戴森公司（英語：Dyson Limited）是英國的一家跨国電器公司，目前總部位於新加坡。該公司是世界首家研發生產旋風分離式吸塵器和首家生产无叶风扇的公司。

## 历史
戴森的創業地和前總部位於英國威爾特郡馬姆斯伯里，創辦者是詹姆士·戴森。現在除了风扇和吸塵器之外，戴森也開始生產烘手機等電器產品。

### 總部搬遷
2019年1月23日，戴森公司老闆表示將把企業總部從英國搬遷至新加坡，以扩大其电动汽车（EV）的制造，并指出亚洲贸易将是他们的主要重点，且表示对欧盟及英国的官僚限制不满意（然而，EV计划已于2019年10月10日宣布终止）。
戴森的总部位于新加坡圣占姆士发电厂，公司租用了这一前燃煤发电厂。该建筑于2019年至2021年进行了修复工程。戴森于2021年底正式开始搬迁至新总部；圣占姆士发电厂随后于2022年3月4日正式修复竣工。

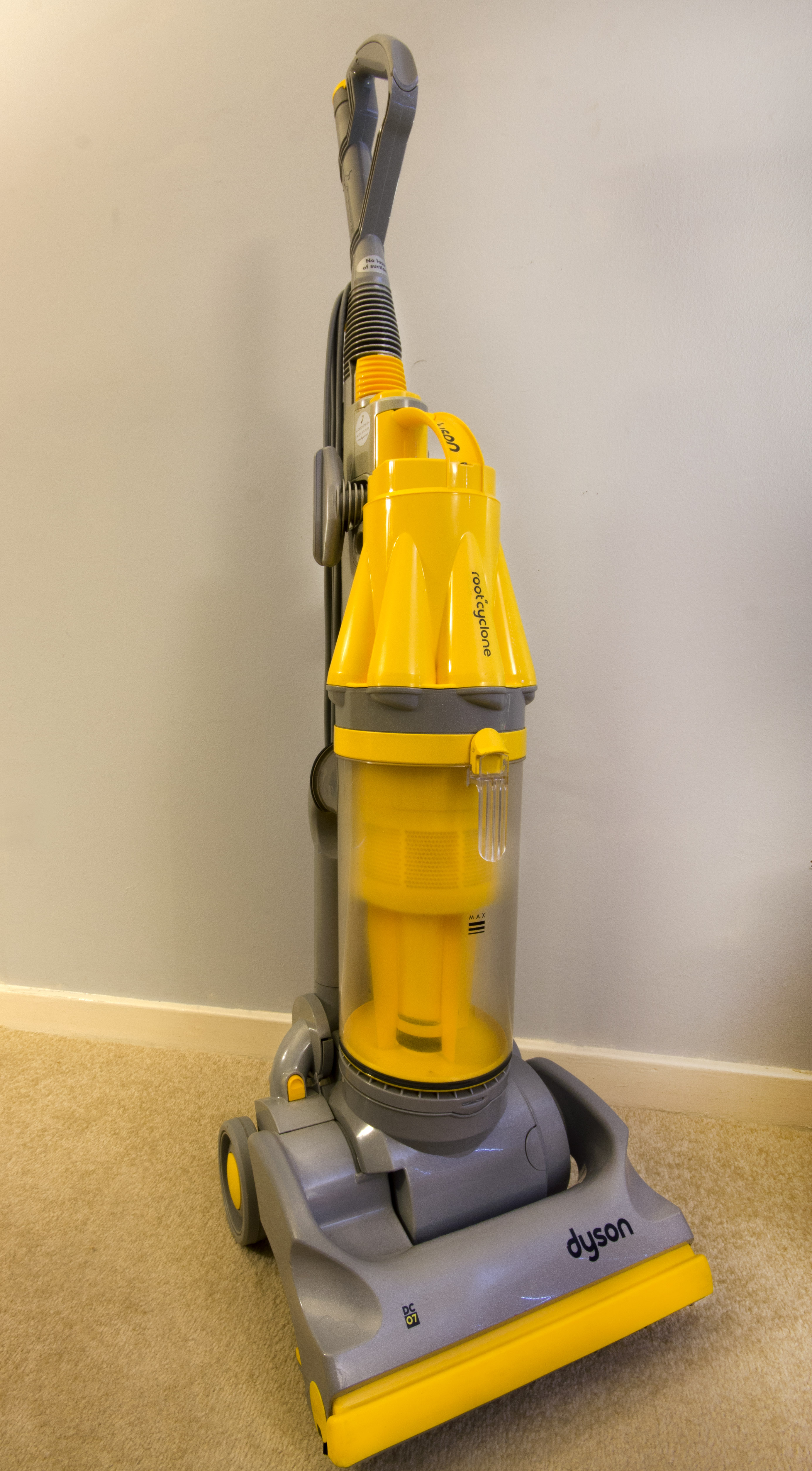
戴森DC07真空吸尘器

## 产品
戴森设计、制造及销售家用电器，例如吸尘器、空气净化器、乾手器、无叶风扇、加热器、吹风机和电灯。

## 外部連結
- 官方网站
- 戴森公司的Facebook專頁